# Zingiber isanense
Zingiber isanense là một loài thực vật có hoa trong họ Gừng. Loài này được Pramote Triboun và Kai Larsen miêu tả khoa học đầu tiên năm 2014.

## Mẫu định danh
Mẫu định danh: Triboun P., Somprasong W., Penchitra P. & Rattananupongse P. 3425 thu thập ngày 12 tháng 6 năm 2003 ở tọa độ 16°12′1″B 104°47′15″Đ / 16,20028°B 104,7875°Đ, rừng thường xanh và lá sớm rụng khô tại Phu Sa Dok Bua, tỉnh Mukdahan, miền đông Thái Lan. Holotype lưu giữ tại Văn phòng Bảo vệ các loại Thực vật ở Băng Cốc, Thái Lan (BK); các isotype lưu giữ tại Đại học Aarhus, Đan Mạch (AAU) và Đại học Khon Kaen ở Khon Kaen, Thái Lan (KKU).

## Phân bố
Loài này có tại các tỉnh Mukdahan, Ubon Ratchathani ở miền đông Thái Lan và tỉnh Saravan ở miền nam Lào. Môi trường sống là những khu vực râm mát trên đá sa thạch trong rừng thường xanh và lá sớm rụng khô.

## Phân loại
Z. isanense có lẽ thuộc tổ Cryptanthium.

## Mô tả
Thân rễ mọc theo chiều thẳng đứng, dài 3–4 cm. Các chồi lá mọc gần nhau, với mùi giống mùi bọ xít khi nghiền nát, cao 30–60 cm, 2-4 bẹ phía dưới không phiến lá và 9-11 bẹ có phiến lá. Các bẹ lá màu xanh lục hoặc tía ở phần dưới. Phiến lá hình mác hẹp, 9-16 × 1-1,7 cm, đỉnh nhọn thon tới hình đuôi, đáy hình nêm, màu xanh lục và nhẵn nhụi mặt trên, thưa lông mặt dưới. Cuống lá dài 2–3 mm, màu xanh lục nhạt với vài đốm đỏ, rậm lông. Lưỡi bẹ 2 thùy; thùy thuôn tròn, dài 2–3 mm, tù, rậm lông. Cụm hoa 1-5, mọc từ rễ, trực tiếp từ thân rễ. Cuống cụm hoa thẳng đứng, dài 5–10 cm, với 2-5 lá bắc bao, màu trắng, hồng nhạt hay tía. Cành hoa bông thóc hình đầu, nhọn thon hẹp, 3-4 × 1-1,5 cm, với 6-10 lá bắc hoa xếp lợp. Lá bắc hình trứng-hình mác, ~2,7 × 0,7 cm, đỉnh nhọn thon dài hay hình đuôi với chóp có lông, thưa lông dọc theo mép, màu xanh lục ánh trắng hay màu tía ánh lục với các đốm màu ánh tía gần đỉnh. Lá bắc con hình mác, 2,2-2,7 × 0,7-1,2 cm, nhẵn nhụi hoặc có lông tơ, đỉnh nhọn, màu trắng. Đài hoa dài ~1,3 cm, ống ~0,5 cm; các thùy dài 8–9 mm, có lông ở đỉnh. Tràng hoa màu trắng, ống tràng dài 3,2-3,3 cm, màu trắng, nhẵn nhụi; thùy tràng lưng 1,4–1,6 × 0,4-0,5 cm; các thùy tràng bên 1,2-1,4 × 0,3-0,4 cm. Cánh môi màu trắng, gần đáy màu vàng; thùy giữa thuôn tròn, 1-1,3 × 1-1,3 cm; các thùy bên 6-8 × 2-3,5 mm. Bao phấn 6-7 × 2–3 mm, màu vàng kem; chỉ nhị dài ~2 mm; phần phụ dài 0,9–1 cm, màu trắng, dài hơn đầu nhụy. Bầu nhụy 2,5-3 × 1–2 mm, nhẵn nhụi hoặc có lông tơ ở nửa trên. Nhụy lép dài ~4 mm. Noãn (6-)8-10 mỗi ngăn. Hạt 3-4 mỗi ngăn. Ra hoa cuối tháng 5-tháng 6, thời gian nở hoa vào buổi trưa.